# John Payne (martire)
John Payne (Peterborough, 1550 – Chelmsford, 2 aprile 1582) è stato un presbitero inglese; martire per la fede, è venerato come santo dalla Chiesa cattolica e ricordato come uno dei santi quaranta martiri di Inghilterra e Galles.

## Biografia
Protestante, in età adulta si convertì al cattolicesimo.

Entrò nel Collegio inglese di Douai (1574), dove prestò servizio come economo. Fu ordinato sacerdote dall'arcivescovo di Cambrai il 7 aprile 1576.
Poco dopo, il 24 aprile dello stesso anno, partì in missione in compagnia di un altro sacerdote, Cuthbert Mayne. Scopo della missione era riconciliare gli inglesi con la Chiesa cattolica. Mentre Mayne si recò nella sua nativa Inghilterra sud-occidentale, Payne si stabilì a Ingatestone, nell'Essex, ospite della signora Anne Petre, vedova di Sir William Petre e figlia di William Browne, già sindaco di Londra, ove svolse per copertura la professione di amministratore delle proprietà della vedova. Nella casa, un mobile nascondeva l'entrata di una cappella e, ben occultato nel pavimento, c'era l'accesso a una piccola camera da letto dove venivano nascosti sacerdoti cattolici. Risiedette anche a Londra.
All'inizio del 1577 fu arrestato a Ingatestone e imprigionato, ma dopo pochi mesi fu liberato grazie all'influenza della famiglia che l'ospitava.  Effettuò diversi soggiorni a Douai, dove portò degli studenti che, da cattolici erano passati all'anglicanesimo per effetto delle leggi di Elisabetta I e volevano tornare all'«antica fede».

Dal gennaio 1579 Payne svolse il suo apostolato a Londra, ospitato in casa di una devota cattolica.
Nel 1581, mentre si trovava nel Warwickshire (Inghilterra centro-occidentale) fu segnalato da un informatore prezzolato dalla polizia. Dopo essere stato interrogato fu torturato più volte sulla cremagliera e il 14 luglio fu rinchiuso nel Castello di Colchester, una fortezza in stile normanno. Il giudice fissò il processo per il 22 marzo 1582. Due giorni prima Payne fu bruscamente svegliato, prelevato dalla sua cella mezzo svestito e consegnato a nuovi carcerieri, che lo portarono nel capoluogo nella città di Chelmsford. Il capo di accusa era quello di alto tradimento, quello impiegato più spesso verso i sacerdoti cattolici. Payne negò le accuse e affermò la sua lealtà alla regina in tutto ciò che era lecito (cioè non contrario alla fede cattolica ed all'obbedienza al papa). Il processo fu un atto formale poiché il verdetto di colpevolezza era scontato.
Dopo aver pronunciato la condanna a morte, il giudice fissò come luogo di esecuzione la stessa Chelmsford. La mattina di lunedì 2 aprile 1582 (nove mesi dopo l'arresto) Payne fu trascinato fuori dalla prigione su una treggia fino al luogo dell'esecuzione. Prima pregò in ginocchio per quasi mezz'ora poi baciò il patibolo, fece la sua professione di fede e ribadì la sua innocenza. Da Londra furono inviati rinforzi affinché l'esecuzione procedesse senza intoppi. Peraltro, le intenzioni del governo di un'esecuzione regolare con un minimo di incidenti e il massimo valore propagandistico non riuscirono. La folla, infatti, divenne così comprensiva nei confronti di Payne che molti si appesero ai suoi piedi per affrettare la sua morte ed evitare che il suo corpo fosse squartato da vivo. Nel frattempo, il boia, Simon Bull, fu rimproverato per aver esitato ad effettuare lo sventramento per il timore che Payne, cosciente, non dovesse soffrire ulteriormente.

## Culto
John Payne fu beatificato da Leone XIII il 9 dicembre 1886 e canonizzato da Paolo VI il 25 ottobre 1970 nel novero dei Quaranta martiri inglesi e gallesi.

Martirologio Romano: «A Chelmsford in Inghilterra, san Giovanni Payne, sacerdote e martire, che, durante il regno di Elisabetta I, sotto la falsa accusa di tradimento patì il supplizio del patibolo».